# Nerav
Nerav es un pueblo ubicado en el municipio de Kriva Palanka, en Macedonia del Norte.

## Superficie
Posee una superficie de 23,82 kilómetros cuadrados.

## Demografía
Hasta 2021 la población era de 121 habitantes, con una densidad de población de 5,079 habitantes por kilómetro cuadrado.